# Frühgeburt
Von einer Frühgeburt spricht man bei der Geburt eines Säuglings vor Vollendung der 37. Schwangerschaftswoche (SSW). Manchmal werden auch die Betroffenen (sogar lebenslang) als Frühgeburten bezeichnet; ihre Eigenschaft heißt Frühgeburtlichkeit. Eine übliche Schwangerschaft dauert 40 Wochen (280 Tage nach der letzten Regelblutung). Bei frühgeborenen Kindern – oft „Frühchen“ genannt – dauert sie weniger als 260 Tage; gerechnet vom ersten Tag der letzten Menstruation. Sie wiegen in der Regel weniger als 2500 Gramm.
Der bis 2010 frühestgeborene überlebende Mensch in Europa kam nach nur 152 Tagen (21 Wochen und fünf Tagen) zur Welt und wog 460 g bei einer Größe von 26 cm. Im Dezember 2018 wurde im Sharp Mary Birch Hospital in San Diego Saybie mit einem Gewicht von knapp 245 g als das weltweit bislang wohl leichteste überlebende Neugeborene nach Geburtseinleitung in der 23. Schwangerschaftswoche geboren.
Laut einer aktuellen Studie der WHO wird eins von zehn Babys weltweit zu früh geboren. Die Zahl ist dabei in nahezu allen Ländern steigend. Dies gilt auch für Industrienationen, was auf das steigende Alter der Mütter bei der Geburt zurückzuführen ist. In Deutschland liegt die Frühgeborenenrate bei 9,2 %. Pro Jahr werden in Deutschland rund 63.000 Kinder vor der 37. Schwangerschaftswoche geboren. Bei 8.000 davon handelt es sich um Frühstgeborene, die vor der 30. Schwangerschaftswoche auf die Welt kommen. Mit rund sechs Prozent liegt die Frühgeburtenquote in Deutschland im internationalen Vergleich relativ hoch, ohne dass es dafür eine Erklärung gibt.
Frühgeburten sind Gegenstand der Neonatologie, eines Zweigs der Kinderheilkunde (Pädiatrie).

## Begriffe
Sehr kleine Frühgeborene (VLBW = Very Low Birth Weight) sind Babys, die weniger als 1500 Gramm wiegen und in der Regel unreifer als 32 SSW sind, als extrem kleine Frühgeborene (ELBW = Extremely Low Birth Weight) bezeichnet man Frühgeborene mit einem Geburtsgewicht von weniger als 1000 Gramm.
Bei Frühgeborenen unterscheidet man ferner Babys, die unüblich klein und unüblich leicht für die Schwangerschaftsdauer (Schwangerschaftsalter) sind. Diese nennt man hypotrophe Frühgeborene oder Small-for-gestational-age-Babies (SGA-Babys). Daneben gibt es Frühgeborene, die unüblich groß und unüblich schwer für die Schwangerschaftsdauer (Schwangerschaftsalter) sind. Sie werden als hypertroph bezeichnet. Man nennt sie auch Large-for-gestational-age-Babies (LGA-Babys).

## Ursachen
In vielen Fällen lässt sich keine exakte Ursache für die verfrühten Wehen und/oder einen vorzeitigen Blasensprung finden, die zu einer Frühgeburt führen. In der Literatur werden mögliche Auslöser beschrieben, die entweder mütterliche, fetale oder sozioökonomische Gründe haben.
Die häufigste Ursache sind urogenitale Infektionen der Mutter. Ebenso können Schwangerschaftskomplikationen (z. B. eine Plazentainsuffizienz, Anämien oder eine Gestose) eine Frühgeburt verursachen. Darüber hinaus werden psychosoziale Auslöser genannt. Dazu zählt etwa chronischer Stress aus einer Mehrfachbelastung durch Beruf, Familie und Haushalt.
Einige Studien weisen darauf hin, dass eine nicht diagnostizierte beziehungsweise nicht therapierte Zöliakie (Synonyme: einheimische Sprue, Gluten-sensitive Enteropathie) ebenfalls für Frühgeburten und weitere Probleme in der Schwangerschaft verantwortlich sein kann und in diesem Zusammenhang eine immer noch unterschätzte Ursache darstellt. In neueren Untersuchungen konnte außerdem gezeigt werden, dass auch Parodontitis eine Ursache von Frühgeburten und/oder einem niedrigen Geburtsgewicht sein kann. Rauchen vor und in der Schwangerschaft kann Auslöser von Frühgeburten sein. Eine internationale Studie der Weltgesundheitsorganisation (2014) zeigt, dass Rauchverbote in öffentlichen Gebäuden (wozu wohl auch Arbeitsstätten zählen) in Europa und Nordamerika die Zahl der Frühgeburten in diesen Ländern deutlich haben sinken lassen.
Laut einer schwedischen Studie begünstigen bariatrische Operationen spätere Frühgeburten und ein niedriges Geburtsgewicht. Ursache dafür können Versorgungsengpässe des Föten mit Nährstoffen aufgrund eines verkleinerten Magens oder eines verkürzten Darmes darstellen.
Neben Auslösern seitens der Mutter kann es ebenso Ursachen geben, die vom Fötus selbst ausgehen. Dazu zählen Fehlbildungen, Chromosomenanomalien, Mehrlingsschwangerschaften oder Rhesus-Inkompatibilität.
Auch die Hitzeexposition im Rahmen der Klimakrise erhöht das Entbindungsrisiko für schwangere Frauen. Dies führt zu einer kürzeren Schwangerschaft, was zu späteren gesundheitlichen und kognitiven Problemen des Kindes führen kann. Basierend auf einem Vergleich der Geburtenraten und Wetterdaten in den USA von 1969 bis 1988 konnten die mit Hitze verbundenen Schwangerschaftsprobleme quantifiziert werden. Extreme Hitze verursacht eine Zunahme der Geburten am Tag der Hitzeexposition und am folgenden Tag und zusätzliche Geburten wurden um bis zu zwei Wochen beschleunigt. Es wird geschätzt, dass durchschnittlich 25.000 Säuglinge pro Jahr aufgrund von Hitzeeinwirkung früher geboren wurden, mit einem Gesamtverlust von mehr als 150.000 Schwangerschaftstagen pro Jahr. Klimaprojektionen deuten auf zusätzliche Verluste von 250.000 Schwangerschaftstagen pro Jahr bis zum Ende des Jahrhunderts hin.

## Probleme des Frühgeborenen
Die unreifen Organe führen zu verschiedenen Problemen. Besonders bedeutend und überlebensentscheidend ist das Ausmaß der Lungenreife.

### Atemnotsyndrom, IRDS (infant respiratory distress syndrome), Surfactantmangel-Syndrom

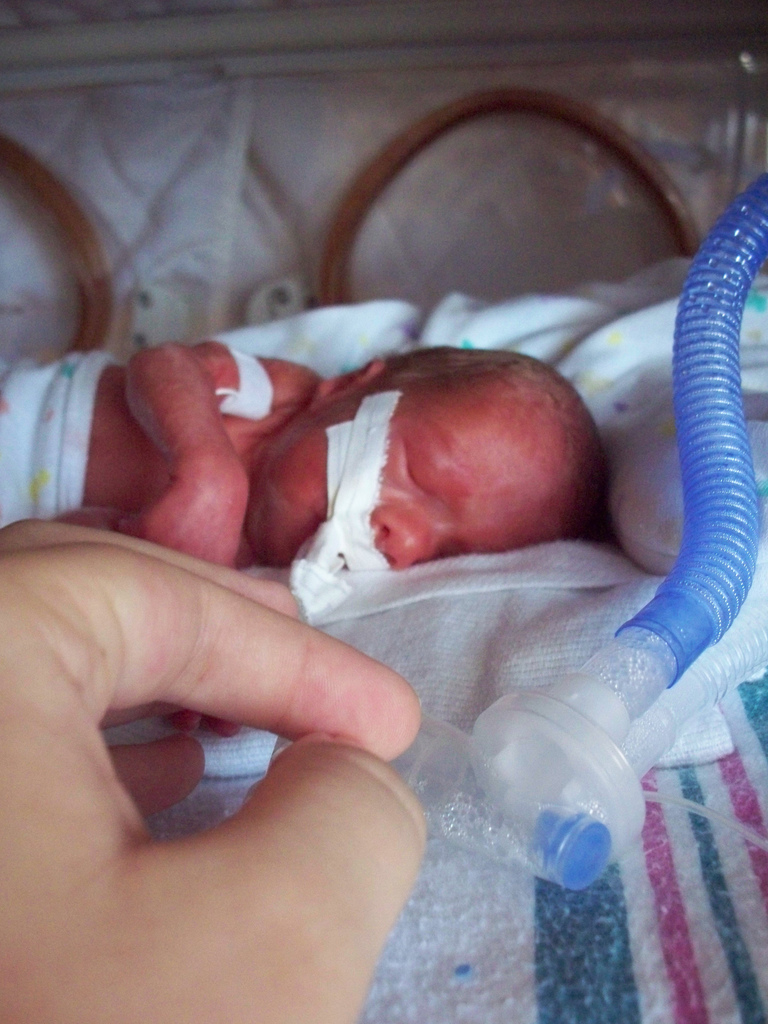
Intubiertes Frühgeborenes nach Geburt in der 26. Schwangerschaftswoche

Die unreife Lunge produziert bei einem IRDS nur in geringem Maße Surfactant. Dadurch kollabieren Lungenbläschen, die dann am Gasaustausch nicht teilnehmen können. Sauerstoffmangel und Atemnot sind die Folgen. In den zusammengefallenen Lungenbläschen sammeln sich Blutproteine an, und es entstehen für IRDS typische hyaline Membranen. Zur Behandlung wird das Frühgeborene intubiert und künstlich beatmet. Über den Beatmungsschlauch kann Surfactant in die Lunge eingebracht werden. Zur Vorbeugung können vor der Geburt Kortikoide gegeben werden, die die Lungenreife fördern.

### Nierenunterfunktion
Die unreife Niere produziert keinen Urin. Deshalb sammeln sich im Blut Substanzen an, die ansonsten durch den Urin ausgeschieden würden. Darunter ist das Kalium von besonderer Bedeutung, da ein erhöhter Kaliumwert im Blut (Hyperkaliämie) zu lebensbedrohlichen Herzrhythmusstörungen führen kann. Die beiden Nachnieren nehmen zu Beginn der zweiten Schwangerschaftshälfte ihre Funktion auf; die Glomeruli produzieren den Primärharn, die Tubuli scheiden den Sekundärharn aus. Das getrunkene Fruchtwasser wird so wieder ausgeschieden. Auch Embryos und Föten ohne Nieren (bilaterale Nierenagenesie) oder mit funktionslosen Nieren (absolutes Nierenversagen) entwickeln sich bis zur Geburt normal, weil sie ihre harnpflichtigen Stoffe über die Plazenta in den maternalen Kreislauf abgeben. Vor der Entbindung fungiert der Mutterkuchen also gewissermaßen als Nierendialyse, und zwar unabhängig von Gesundheit oder Krankheit. Die glomeruläre Filtrationsrate von 1 kg schweren Frühgeburten liegt bei 0,2 ml/min. Bei Frühgeburten und auch bei reifen Neugeborenen ist diese Niereninsuffizienz physiologisch.

### Hirnblutungen
Zur intrazerebralen Blutung kommt es bei Frühgeborenen besonders unter einem Reifealter von 32+0 Schwangerschaftswochen. Mit zunehmender Unreife steigt das Risiko. Das Risiko für eine höhergradige Blutung (s. u.) beträgt in Deutschland etwa 5–6 % für Kinder <32 Schwangerschaftswochen und etwa 25 % für Kinder <26 Schwangerschaftswochen. Eine Ansammlung von kleinen Gefäßen (germinale Matrix), welche sich unterhalb der beiden Seitenventrikel (inneren Hirnwasserräumen) befindet, ist bei Frühgeborenen besonders kritisch. Diese Gefäße können begünstigt durch verschiedene Faktoren einreißen. Dadurch kommt es zu einer Blutung. Eine leichte Blutung (Grad 1) bleibt lokal begrenzt. Eine milde Blutung (Grad 2) ergießt sich in die Hirnwasserräume der Seitenventrikel und füllt sie bis zu 50 % aus. Eine schwere Blutung (Grad 3) füllt die Seitenventrikel zu über 50 % aus. Kommt es durch die Blutung zu einer Verlegung der durch das Gebiet der kleinen Gefäße (germinalen Matrix) führenden drainierenden Venen, so kann es zu einer weiteren schweren Blutung im Nervengewebe des Gehirns kommen (früher: Grad 4). Grad-1- und Grad-2-Blutungen haben eine günstige Prognose. Ab einer Grad-3-Blutung ist mit Behinderungen zu rechnen (vorwiegend motorisch). Im akuten Blutungsfall kann es zu einem Schock durch den Blutverlust kommen, im weiteren Verlauf kann das Blut den Abfluss des Hirnwassers behindern. Ein Hydrocephalus ist die Folge.
Zur Verminderung des Blutungsrisikos wird die Gabe von Thrombozyten diskutiert. Bei normaler Thrombozytenzahl im Blut des Frühgeborenenkindes konnte mit einer Thrombozytentransfusion keine Verbesserung erzielt werden. 73 % aller Kinder mit einem Geburtsgewicht unter 1000 g entwickeln aber während ihres Aufenthaltes auf der Neugeborenenstation eine Thrombozytopenie. Bei einer Thrombozytopenie mit unter 50.000 Thrombozyten pro mm³ Blut wird die Gabe von Thrombozytenkonzentrat empfohlen. Die Datenlage ist allerdings widersprüchlich.

### Nekrotisierende Enterokolitis
Die Darmbewegungen (Peristaltik) sind beim Frühgeborenen noch nicht regelrecht. Es kann zum Aufstau im Darm kommen. In diesem Milieu wachsen Bakterien, die eine Ursache für die Darmentzündung, die nekrotisierende Enterokolitis (NEC) sein können. Im Röntgenbild können Luftbläschen in der Darmwand gesehen werden (Pneumatosis intestinalis). Bei Darmdurchbruch gelangt Luft in die Bauchhöhle.

### Persistierender Ductus arteriosus
Das Offenbleiben des Ductus arteriosus nach der Geburt (Persistierender Ductus arteriosus, PDA) führt zu Störungen des kindlichen Blutkreislaufes. Durch Erhöhung des Sauerstoffpartialdrucks kontrahieren die Muskelzellen des Ductus arteriosus, wodurch sich normalerweise das Gefäß verschließt. Kommt es bei einem deprimierten Frühgeborenen zur Hyperkapnie, Hypoxie und respiratorischen Azidose, so ist der Kontraktionsreiz nicht gegeben. Dadurch persistiert der Links-Rechts-Shunt, und es kommt weiter zur pulmonalen Hypertonie, die das Krankheitsbild weiter verschlechtert. Das ganze ist ein Zirkelschluss und muss therapeutisch durchbrochen werden.

### Netzhauterkrankung der Frühgeborenen (retinopathy of prematurity, ROP)
Die Retinopathia praematurorum (ROP) ist eine Erkrankung der Netzhaut, bei der es durch eine überschießende Neubildung von Blutgefäßen zur Netzhautablösung kommen kann. Durch eine rechtzeitige Therapie mittels Laserbehandlung oder Injektion von VEGF-Blockern wie Ranibizumab und Bevacizumab lässt sich der Erkrankungsprozess im Regelfall stoppen und eine Erblindung verhindern.

### Unreifes Immunsystem
Frühchen haben ein unvollständig entwickeltes Immunsystem, wobei sowohl die angeborene wie die adaptive Immunantwort reduziert ist. Darüber hinaus kann das Immunsystem durch weitere Effekte der frühen Geburt geschädigt werden.

## Prognose
Heute gilt die Vollendung der 23. Schwangerschaftswoche als notwendige Bedingung für das Überleben eines frühgeborenen Kindes mit medizinischer Hilfe. Mortalität und Morbidität sind jedoch bei sehr unreifen Frühgeborenen besonders hoch und hängen stark von der Erfahrung des behandelnden Ärzteteams ab.
- 2002 kam im Erfurter Helios-Klinikum ein Mädchen in der 25. Schwangerschaftswoche zur Welt. Es wog bei der Geburt 350 Gramm, wies aber mit sechs Jahren nahezu keine Entwicklungsdefizite mehr auf.[33]
- 2006 kam in einer Klinik in Miami ein Mädchen in der 22. Schwangerschaftswoche zur Welt und wog 280 g bei einer Größe von 24 cm.[34]
- 2009 konnte in der Universitätsklinik Göttingen ein Junge mit 275 Gramm Geburtsgewicht am Leben erhalten werden, der in der 25. Schwangerschaftswoche zur Welt gekommen war.[35]
- 2010 überlebte in Fulda ein Mädchen namens Frieda, das nach 21 Wochen und 5 Tagen mit 460 Gramm zur Welt kam.[36]
- 2011 überlebte in der Unikinderklinik Greifswald (Abteilung Neonatologie) ein Mädchen, das in der 22. Woche mit 490 Gramm zur Welt kam und zunächst 90 Gramm abnahm, bevor es zunahm.[37]
- 2011 überlebte im Helios Klinikum Berlin-Buch ein Mädchen, das in der 24. Woche mit 400 Gramm zur Welt kam, obwohl es nach der Geburt zu einer Perforation des Dünndarms kam.[38]
- 2014 überlebte im Methodist Children’s Hospital in San Antonio (Texas/USA) ein Mädchen, das nach 21 Wochen und 4 Tagen mit 410 Gramm zur Welt kam. Es war im Alter von drei Jahren genauso weit entwickelt wie andere Kinder in ihrem Alter.[39]
- 2019 überlebte im Klinikum Fulda ein Mädchen names Melina, das nach 21 Wochen und 4 Tagen zur Welt kam. Der Zwillingsbruder verstarb wenige Stunden nach der Geburt.[40]
- 2020 überlebte im US-Bundesstaat Minnesota ein Junge namens Richard, der nach 21 Wochen und 2 Tagen mit 340 Gramm zur Welt kam.[41][42]

## Überlebenswahrscheinlichkeit
Die Überlebenswahrscheinlichkeit hängt stark vom jeweiligen Gestationsalter ab. Die Daten legen nahe, dass die Grenze der Lebensfähigkeit zwischen der 22. und 24. Schwangerschaftswoche liegt. Ursache dafür ist vor allem die fehlende Lungenreife, da sich dieses Organ erst relativ spät vollständig ausbildet und zum Überleben unbedingt notwendig ist. Für Kinder, die in der 24. und 25. Schwangerschaftswoche geboren werden, hat sich die Überlebenswahrscheinlichkeit durch Fortschritte in der Versorgung unreifer Frühgeborener auf etwa 70–85 % eingependelt. Mit jeder weiteren Woche steigt die Überlebenswahrscheinlichkeit weiter an, bei 28 und 29 Schwangerschaftswochen liegt sie schon über 90 %.
Sehr kleine Frühgeborene mit einem Geburtsgewicht von < 500 g haben unabhängig von der Reife eine schlechte Überlebenschance. Sie liegt in Deutschland zurzeit bei etwa 20 bis 30 %.
Über eine Million Kinder sterben jährlich weltweit als Folge ihrer Frühgeburtlichkeit. Damit ist sie die häufigste Todesursache Neugeborener und die zweithäufigste Todesursache der Kinder unter fünf Jahren, nach der Pneumonie.
Eine Therapie für extrem frühgeborene Kinder kostet in Deutschland etwa 90.000 Euro (Stand: 2012).

## Spätfolgen
Aufgrund diverser medizinisch-technischer Fortschritte steigt die Zahl der Kinder, die auch eine erheblich zu frühe Geburt überleben. Doch je unreifer ein Kind geboren wird, desto höher ist sein Risiko, eine bleibende Körperbehinderung oder kognitive Beeinträchtigungen davonzutragen. Auch das Risiko einer Aufmerksamkeitsdefizit-/Hyperaktivitätsstörung ist durch eine Frühgeburt, unabhängig von einer genetischen Disposition, erhöht. So können bei durchschnittlich vier von fünf Kindern, die vor der 26. Schwangerschaftswoche geboren wurden, im Alter von sechs Jahren entsprechende Schädigungen nachgewiesen werden, die eindeutig auf die unüblich frühe Geburt zurückgeführt werden können.
Studien weisen darauf hin, dass langfristig gesehen Kinder, die bei ihrer Geburt weniger als 1.000 Gramm wogen, häufiger gesundheitliche Beeinträchtigungen entwickeln als andere Kinder: Eine amerikanische Studie, bei der 219 ehemals frühgeborene Kinder im Alter von acht Jahren untersucht wurden, fanden sich bei 21 % Asthmaerkrankungen (im Gegensatz zu 9 % in der Kontrollgruppe), bei 47 % motorische Störungen (im Gegensatz zu 10 % in der Kontrollgruppe) und bei 38 % ein Intelligenzquotient von weniger als 85 (im Gegensatz zu 15 % in der Kontrollgruppe). In einer weiteren Studie wurde statistisch nachgewiesen, dass frühgeborene Männer und Frauen weniger Nachkommen haben. Bei frühgeborenen Frauen ist zudem das Risiko erhöht, selbst eine Frühgeburt zu erleiden.
25 % aller extremen Frühgeburten (Geburtsgewicht < 1.000 g) zeigen im Kindesalter Anzeichen von Autismus. Auch eine Lernbehinderung oder mehrere (wie beispielsweise eine Lese-Rechtschreib-Schwäche oder/und Rechenschwäche) kommen bei extremen Frühgeburten sehr viel häufiger vor als unter Reifgeborenen. Von den ehemaligen Frühchen mit unter einem Kilogramm Geburtsgewicht ist laut US-Statistik jedes Zweite im Alter von acht Jahren lernbehindert. Die verminderte Intelligenz wurde auch in einer aktuellen amerikanischen Studie bestätigt, eine Frühgeburtlichkeit sollte demnach für 15 % aller intellektuellen Behinderungen verantwortlich sein.
Auch andere psychische Störungen (wie z. B. Depressionen und Angststörungen) und Problemverhalten kommen unter extremen Frühgeburten häufiger vor.

## Maßnahmen bei drohender Frühgeburt
Bei einer drohenden Frühgeburt werden üblicherweise Maßnahmen zur Unterstützung der Lungenreifung des Kindes vorgenommen: Durch vorgeburtliche Gaben von Glucocorticoiden (Cortison, Betamethason) an die Mutter wird die Bildung des Surfactants in den Lungen des Kindes angeregt. Surfactant ist ein Gemisch aus Phospholipiden und Proteinen, das durch die Reduktion der Oberflächenspannung in den Lungenbläschen für die Entfaltung der Lungen notwendig ist.

## Behandelnde Kliniken und Perinatalzentren
In vielen Industrieländern wird die Behandlung von kritischen Frühgeburten vor der 26. Schwangerschaftswoche nur in speziellen Perinatalzentren durchgeführt, die eine gewisse Fallzahl aufweisen müssen. In Deutschland ordnete im Dezember 2008 der zuständige Bundesausschuss von Ärzten, Krankenhäusern und Krankenkassen an, dass mindestens zwölf Fälle von Frühchen pro Jahr in spezialisierten Häusern behandelt werden müssen. Bis zu 80 von zuvor rund 400 Kliniken fallen damit aus der Frühchenversorgung heraus. Im Februar 2009 beschloss das Gremium dazu noch, dass die behandelnden Krankenhäuser die Sterblichkeitsrate und Komplikationshäufigkeit im Internet veröffentlichen müssen.
Es ist wissenschaftlich belegt, dass es einen direkten Zusammenhang zwischen der Anzahl von Risikogeburten vor der 26. Schwangerschaftswoche in einer Klinik und den Behandlungserfolgen gibt: Je erfahrener die Ärzte und je höher die Zahl der Fälle, desto größer ist die Chance auf ein Überleben des Kindes ohne Spätfolgen.
Deutlich zeigt dies eine medizinische Studie von 2006 anhand einer Statistik über Frühgeborene in Baden-Württemberg 2003/2004. Darin wird die Mortalitätsrate der fünf größten Perinatalzentren (Freiburg, Heidelberg, Tübingen, Ulm und Stuttgart) der aller übrigen Kliniken gegenübergestellt. Für Frühgeborene vor der 26. Schwangerschaftswoche ergab sich eine Sterblichkeitsrate von 15 % in den genannten Zentren gegenüber 33 % in den übrigen Krankenhäusern. Ab der 26. Schwangerschaftswoche unterscheiden sich die Statistiken jedoch nicht mehr signifikant.

## Mediale Rezeption
Jedes Jahr kommen in Deutschland 8000 Frühgeborene mit einem Gewicht von weniger als 1500 Gramm zur Welt. In Medien wird häufig darüber berichtet.
Die Entwicklung der Neugeborenen-Intensivmedizin, deren Anfänge etwa 1975 waren, ist zunächst von der Öffentlichkeit kaum bemerkt worden.
Otwin Linderkamp (Uni Heidelberg) schrieb 1994:

„Die Medien berichten seit einigen Jahren zunehmend häufiger über Frühgeborene, stellen aber zumeist das Risiko von Behinderungen in den Mittelpunkt. In vielen Berichten wird behauptet, daß die meisten extrem unreifen Frühgeborenen mit schweren Behinderungen überleben. Schwestern und Ärzte, die auf Neugeborenen-Intensivstationen arbeiten, werden häufig einem Rechtfertigungsdruck ihres Handelns ausgesetzt, den andere Bereiche der Medizin kaum kennen. Dies hat aber auch dazu beigetragen, daß sich die neonatologische Forschung mit aller Kraft bemüht, das Risiko bleibender Schäden bei Frühgeborenen, insbesondere Hirnschäden, weiter zu vermindern. Zugleich versuchen alle Beteiligten den Säuglingen, trotz der erforderlichen Technik, eine möglichst humane und sanfte Pflege angedeihen zu lassen.“